# Teach your children
Teach your children is een lied van Crosby, Stills, Nash and Young, dat werd geschreven door Graham Nash. Het stond in 1970 op hun tweede album Déjà vu.
Hoewel Nash het nummer als lid van The Hollies geschreven had, is het nooit door deze groep gespeeld of opgenomen. Het lied is een countryrocksong, dat wil zeggen countrymuziek met elementen van rock en popmuziek. Graham Nash zingt de solo en de achtergrondzang is in close harmony. Op de opname is naast CSNY ook Jerry Garcia van de Grateful Dead te horen op pedal-steelguitar.

## Inhoud
Het lied, een poëtische tekst, gaat over het opvoeden van je kinderen. De tekst, vrij vertaald, heeft ongeveer de volgende inhoud:
Iedereen die op de (levens-)weg gaat, moet de verkeersregels kennen. Vertel ze niet over de angsten die je vroeger hebt doorgemaakt, want het verleden is een afscheid, maar vertel ze over je dromen. Je weet niet wat ze opnemen, vraag ze niet waarom, want je zou huilen bij het antwoord. Weet echter, dat ze van je houden. En hetzelfde geldt ook voor je kinderen. Laat ze vertellen van hun dromen. Leer ook van hen, want ook hún jeugd zal snel voorbij zijn.
Graham Nash verklaarde dat de foto Child with toy hand grenade in Central Park (1962) van Diane Arbus hem tot de tekst geïnspireerd heeft.

## Bezetting
- David Crosby — achtergrondzang, gitaar,
- Stephen Stills — achtergrondzang, basgitaar
- Graham Nash — solozang, slaggitaar
- Neil Young — achtergrondzang, gitaar
- Dallas Taylor — drums, tamboerijn
- Jerry Garcia — steelgitaar

## Hitnoteringen
Het nummer was de vierde single van CSNY en bereikte de 7e plaats in zowel de Hilversum 3 Top 30 als de Nederlandse Top 40. In de Verenigde Staten reikte het tot de 16e plaats en het behaalde ook een hoge notering (nummer 28) in de "Easy listening charts". Sinds de eeuwwisseling staat het in de Top 2000 van Radio 2.

#### Evergreen Top 1000
| Evergreen Top 1000 "Teach Your Children" | Evergreen Top 1000 "Teach Your Children" | Evergreen Top 1000 "Teach Your Children" | Evergreen Top 1000 "Teach Your Children" | Evergreen Top 1000 "Teach Your Children" | Evergreen Top 1000 "Teach Your Children" | Evergreen Top 1000 "Teach Your Children" | Evergreen Top 1000 "Teach Your Children" | Evergreen Top 1000 "Teach Your Children" | Evergreen Top 1000 "Teach Your Children" | Evergreen Top 1000 "Teach Your Children" | Evergreen Top 1000 "Teach Your Children" | Evergreen Top 1000 "Teach Your Children" | Evergreen Top 1000 "Teach Your Children" | Evergreen Top 1000 "Teach Your Children" | Evergreen Top 1000 "Teach Your Children" | Evergreen Top 1000 "Teach Your Children" |
| Jaar                                     | 2008                                     | 2009                                     | 2010                                     | 2011                                     | 2012                                     | 2013                                     | 2014                                     | 2015                                     | 2016                                     | 2017                                     | 2018                                     | 2019                                     | 2020                                     | 2021                                     | 2022                                     | 2023                                     |
| ---------------------------------------- | ---------------------------------------- | ---------------------------------------- | ---------------------------------------- | ---------------------------------------- | ---------------------------------------- | ---------------------------------------- | ---------------------------------------- | ---------------------------------------- | ---------------------------------------- | ---------------------------------------- | ---------------------------------------- | ---------------------------------------- | ---------------------------------------- | ---------------------------------------- | ---------------------------------------- | ---------------------------------------- |
| Positie                                  | -                                        | -                                        | -                                        | -                                        | 941                                      | 152                                      | 258                                      | 177                                      | 110                                      | 142                                      | 181                                      | 170                                      | 137                                      | 141                                      | 152                                      | 113                                      |

#### NPO Radio 2 Top 2000
| Nummer met noteringen in de NPO Radio 2 Top 2000 | '99 | '00 | '01 | '02 | '03 | '04 | '05 | '06 | '07 | '08 | '09 | '10 | '11 | '12 | '13 | '14 | '15 | '16 | '17 | '18 | '19 | '20 | '21 | '22  | '23 | '24  |
| ------------------------------------------------ | --- | --- | --- | --- | --- | --- | --- | --- | --- | --- | --- | --- | --- | --- | --- | --- | --- | --- | --- | --- | --- | --- | --- | ---- | --- | ---- |
| Teach your children                              | 128 | 145 | 78  | 150 | 130 | 142 | 159 | 160 | 199 | 149 | 237 | 208 | 325 | 628 | 513 | 751 | 776 | 498 | 640 | 681 | 698 | 779 | 859 | 1056 | 962 | 1123 |

1. ↑  Een vetgedrukt getal geeft de hoogste notering aan.